# 石巻新聞
石巻新聞（いしのまきしんぶん）はかつて石巻新聞社が宮城県石巻市で発行していた地域新聞。

## 来歴
1946年（昭和21年）創刊。1998年（平成10年）休刊。1日4ページの夕刊紙だった。
石巻日日新聞社の文選工だった和田鉄夫が設立した。宮城県内では河北新報社と石巻新聞社との2社だけが日本新聞協会加盟社であった。共同通信社とニュースの配信契約を行っており、石巻地方だけではなく国内外の情勢も報道していた。本格的なTV時代到来前の昭和30年代に隆盛を迎えたが、40年代に入るとともに部数が漸減。社長である和田鉄夫は1967年（昭和42年）宮城県議会議員に初当選。以後県議会議員を3期務め勇退。1993年（平成5年）9月19日没。その後、同社の経営は和田鉄夫の長女、孫が引き継いだが、1998年（平成10年）9月30日付夕刊発行を最後に休刊した。

## テレビ・ラジオ欄に掲載されていた局（末期）

### テレビ欄
- NHK総合・教育
- TBCテレビ
- 仙台放送
- ミヤギテレビ
- 東日本放送

### ラジオ欄
- NHK第一
- TBCラジオ
- エフエム仙台
- ラジオ石巻